# Denzura
Denzura es el cuarto álbum de estudio del grupo de rock mexicano La Barranca. Fue lanzado al mercado en 2003 a bajo costo (el precio oficial fue de $79.00) en un intento del grupo por combatir la piratería. Esta es la primera producción del grupo después de que Federico Fong y Alfonso André dejaran la banda en 2001.
Junto con las doce canciones que lo conforman, el álbum contiene un interactivo donde se documenta la ejecución en vivo de los nuevos integrantes, al tiempo que se presentan con un documental breve. A partir de este disco José Manuel Aguilera está acompañado por Alejandro Otaola (Santa Sabina, guitarra, piano y teclados) y los hermanos José María y Alonso Arreola (batería y bajo respectivamente) quienes habían formado parte del proyecto solista de Aguilera, Yendo al cine solo.
La dirección del disco por un lado sigue con la tradición de mezclar el rock con la música mexicana sin que la muestra sea evidente en la mayor parte de los temas al tiempo que La Barranca también se vuelve hacia un rock mucho más duro del que había estado haciendo antes. La prensa especializada a menudo calificó el disco como elegante sólido y coherente.
Destaca entre los temas la musicalización que Aguilera, fanático de la literatura y admirador de Juan José Arreola hizo a Kalenda maya, un cuento-poema de dicho autor jalisciense.

## Lista de canciones
| N.º | Título                                                               | Escritor(es)                         | Duración |  |
| 1.  | «Fascinación»                                                        | Aguilera                             | 4:01     |  |
| 2.  | «Animal en extinción»                                                | Aguilera                             | 4:15     |  |
| 3.  | «Hasta el fin del mundo»                                             | Aguilera                             | 4:01     |  |
| 4.  | «Donde la demasiada luz forma paredes con el polvo»                  | A. Arreola                           | 1:31     |  |
| 5.  | «Visión»                                                             | Aguilera, Otaola                     | 6:34     |  |
| 6.  | «No mentalices»                                                      | Aguilera, Fong, Otaola               | 5:00     |  |
| 7.  | «Denzura»                                                            | Aguilera                             | 5:06     |  |
| 8.  | «Montaña»                                                            | Aguilera                             | 3:53     |  |
| 9.  | «La rosa»                                                            | Aguilera. Arreola (texto de la coda) | 3:24     |  |
| 10. | «Madreselva»                                                         | Aguilera                             | 4:26     |  |
| 11. | «Minotauro»                                                          | Aguilera                             | 2:36     |  |
| 12. | «Kalenda maya» (Música para el cuento homónimo de Juan José Arreola) | Juan José Arreola, Aguilera          | 4:55     |  |
| 13. | «Cielo protector» (Pista adicional en reediciones)                   | Aguilera                             | 3:57     |  |
| 14. | «Rendición» (Pista adicional en reediciones)                         | Aguilera                             | 4:24     |  |
| 15. | «Tsunami» (Pista adicional en reediciones)                           | Aguilera                             | 2:51     |  |
| 16. | «El agua que cae» (Pista adicional en reediciones)                   | Otaola, Aguilera                     | 3:26     |  |
| 17. | «Cielo protector (demo)» (Pista adicional en reediciones)            | Aguilera                             | 2:47     |  |

## Interactivo
Denzura está acompañado de un interactivo (basado en RealPlayer) que contiene dos videos: una grabación de la ejecución en vivo de Día negro y un brevísimo cortometraje documental donde se presenta la nueva formación de la banda y en el que cada miembro opina sobre su instrumento. (Dirección de: Jesús Medina, Fotografía de: Mario E de Flo. Además contiene un slide-show con fotos de la grabación del disco y cuatro wall-papers.

## Créditos
- José Manuel Aguilera – guitarra, voz, programaciones y órgano (12)
- Alejandro Otaola – guitarra, piano y teclados
- Alonso Arreola – bajo, guitarra (3)
- José María Arreola – batería

y
- Federico Fong – piano eléctrico (6)
- Cecilia Toussaint – voz (2 y 10)
- Marco Antonio Campos – percusiones (2, 4, 9 y 10)
- Joe D'Étienne – trompeta (8)
- Cherokee Randalph – viola (3, 6 y 7)
- Mónica del Águila – chelo (3, 6 y 7)
- José del Águila – violín (3, 6 y 7)
- Arturo González – violín (3, 6 y 7)
- Eduardo del Águila – plato tibetano (1)

- Arreglos – La Barranca, excepto en Hasta el fin del mundo (A. Arreola) y Donde la demasiada luz forma paredes con el polvo (Aguilera, Otaola).
- Arreglos de cuerdas de A. Arreola y Otaola.
- Programación de Rosa – Yamil Rezk y José María Arreola
- Producción – La Barranca y Eduardo del Águila
- Ingeniero – Eduardo del Águila

- Diseño de arte y portada – Carlos Crespo
- Animación e interactivo – Hugo Majado
- Grabados – Joel Rendón
- Foto del grupo – Roberto Blenda
- Material visual – Alejandro Otaola, José Manual Aguilera y Eduardo del Águila
- Videos del interactivo – Jesús Medina, Mario E de Flo, Carlos Contreras, Luis Reyes

- Grabado en El Submarino del Aire, Huitzilac y Estudio 19, Ciudad de México.
- Preproducido en El Potrero, Ciudad de México.
- Programación de Rosa en estudios Jet, Ciudad de México.
- Masterizado por Roger Siebel en SAE Mestering, Phoenix, Estados Unidos.